# アルコ神戸
アルコ神戸（ARCO KOBE）は、兵庫県神戸市に拠点を置く女子フットサルクラブチーム。日本女子フットサルリーグに所属している。

## 歴史
2008年に設立され、初年度には全日本女子フットサル選手権大会で3位となった。2011年には全日本女子フットサル選手権大会で初優勝した。2017年には日本女子フットサルリーグが初開催されたため、関西地方から唯一参加するクラブとなり、初代優勝クラブとなった。2018年には日本女子フットサルリーグで2連覇を達成した。2020年に｢アルコイリス神戸｣から名称を変更した。

## タイトル
- 全日本女子フットサル選手権大会

優勝5回（2011年、2013年、2014年、2016年、2018年）
- 日本女子フットサルリーグ

優勝3回（2017年度、2018年度、2019年度）
- FUTSAL地域女子チャンピオンズリーグ

優勝2回（2015年、2017年）
- 全国施設選抜レディースフットサル大会

優勝2回（2016年、2017年）
- ホンダカップ フットサルフェスタ

優勝1回（2008年）

## 外部サイト
- 公式ウェブサイト
- アルコ神戸 (arcoiriskobe) - Facebook
- アルコ神戸 (@arco_irisKOBE) - X（旧Twitter）
- アルコ神戸 (@arcokobe) - Instagram